# Andrija Mandić
Andrija Mandić (en cyrillique serbe : Андрија Мандић), né le 19 janvier 1965, à Šavnik, est un homme politique monténégrin, actuel président du parti Nouvelle démocratie serbe. Il est également le co-président de l'alliance politique du Front démocratique, alliance de droite. Il est président du Parlement depuis 2023.

## Biographie
Il est diplômé en métallurgie de l'université de Veljko Vlahović (actuelle Université du Monténégro) à Podgorica.